# 索尼半导体制造
索尼半导体制造，簡稱SSMC，是日本熊本縣的半导体设计开发與制造公司，是索尼半導體解決方案的全资子公司。在全球半導體公司銷售排名前20名，目前其CCD和CMOS圖像傳感器產品具有全球最佳競爭力。

## 简介

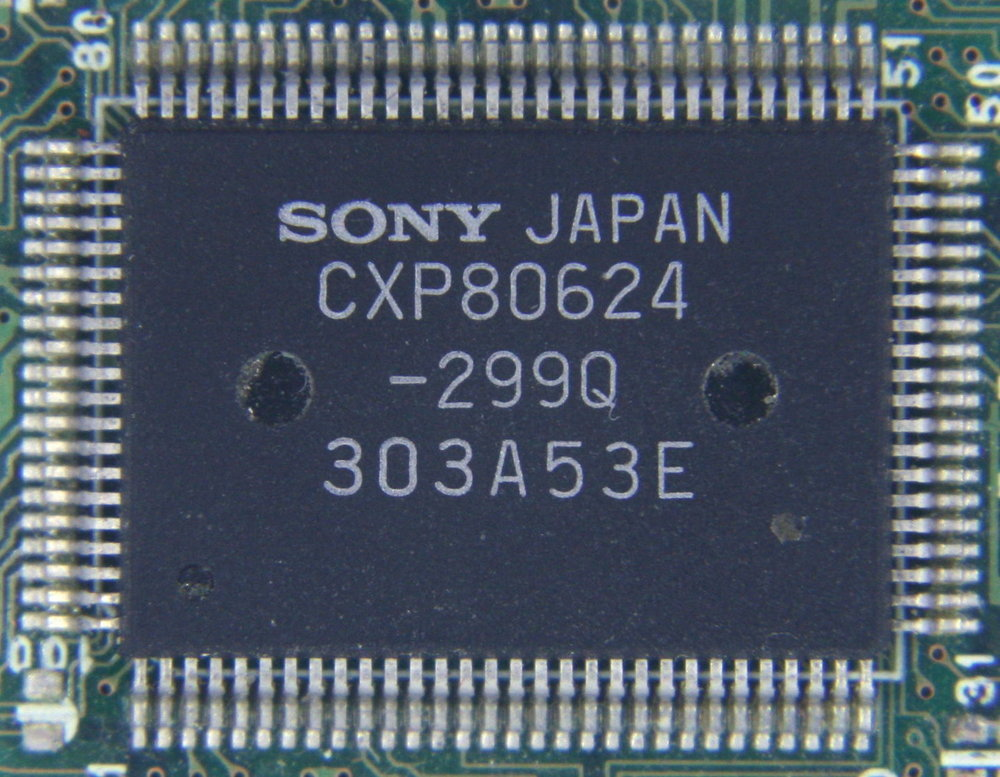
ソニーCXP80624-299Q

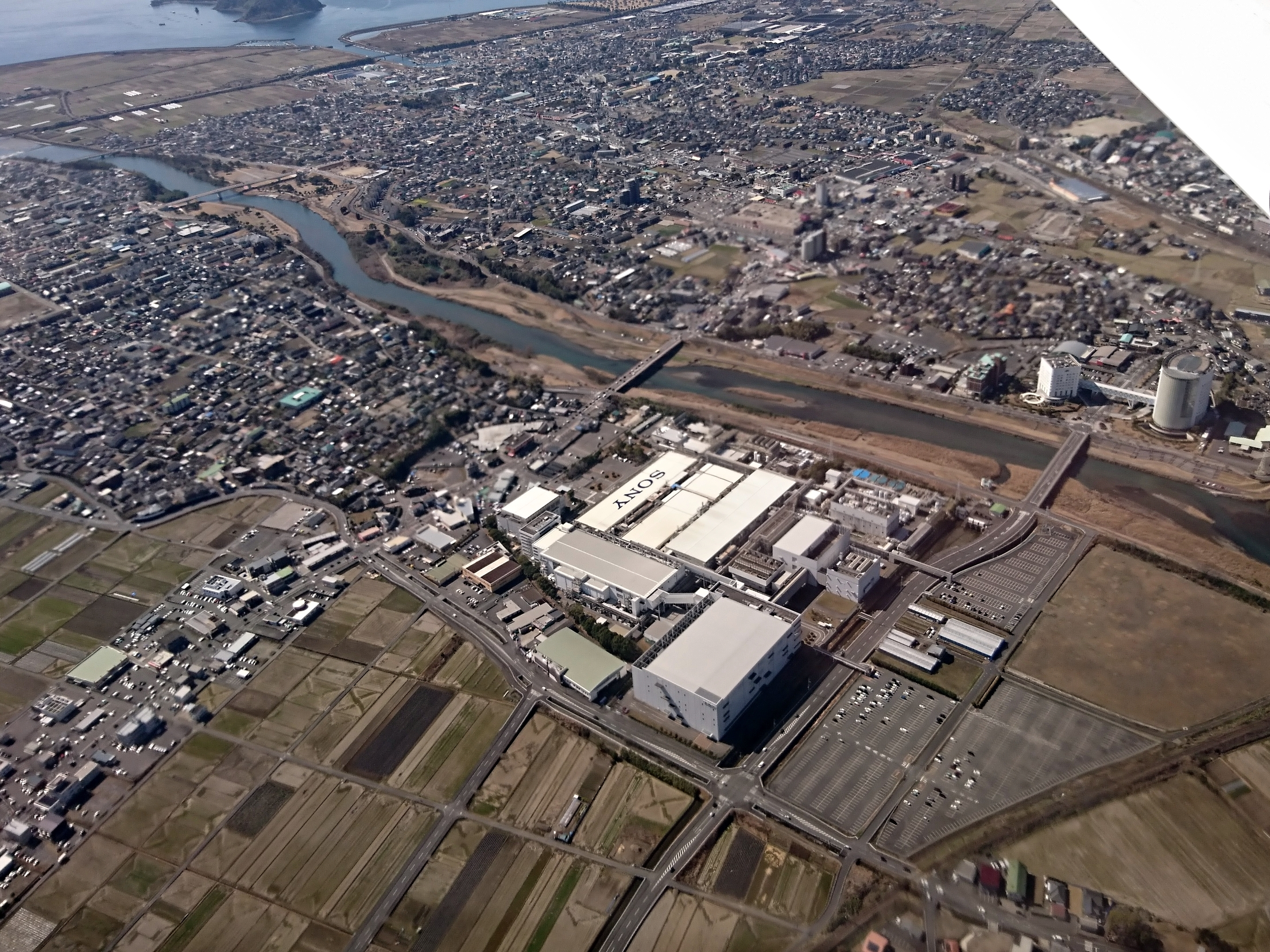
索尼半導體製造鹿儿岛技术中心航照圖

2001年4月1日九州地区三家索尼的半导体制造子公司，索尼国分有限公司、索尼长崎公司和索尼大分公司合并成立索尼半导体九州公司，当时建设中的熊本技术中心也被划归九州公司进行运营。
2011年11月1日索尼九州半导体有限公司与索尼白石半导体有限公司合并，并更名为索尼半导体有限公司。
2013年4月1日在福冈县福冈市早良区海濱百道的TNC放送会馆发布公告，将设计和开发等部门逐步移至菊池县菊池町的熊本技术中心。
2014年3月31日，索尼收购了瑞萨电子山形半导体鹤冈工厂（山形县鹤冈市），更名為山形技术中心。。
2015年2月，索尼决定增加图像传感器的生产，并宣布将在长崎、熊本和山形TEC以及4月在长崎TEC投资约1,050亿日元。
2015年10月28日，由于会计丑闻，东芝决定与索尼签订图像半导体设备的转让协议。该协议规定；到2016年3月为止，东芝大分工厂的一部分（大分县大分市）半导体制造相关的设施、设备和员工，将被纳入索尼半导体。4月1日，大分技术中心成立。至2016年3月，大分县国崎市的生产基地关闭，该工厂曾生产用于PlayStation 3的集成电路。
2016年4月1日为了进一步加强索尼集团的设备领域的管理改革，索尼半导体成为索尼半导体解决方案运营公司的子公司，公司名称更改为“Sony Semiconductor Manufacturing”。

## 部门介绍
| 公司名           | 所在地                                    | 业务内容                                                                                        |
| ---------------- | ----------------------------------------- | ----------------------------------------------------------------------------------------------- |
| 熊本技术中心     | 熊本县菊池郡菊陽町                        | - 总公司 - 用于视听和监视的CMOS/CCD图像传感器 - 車載移动CMOS图像传感器 - 微型显示器（LCD/OLED） |
| 长崎技术中心     | 长崎县諫早市                              | - 移动CMOS图像传感器                                                                            |
| 山形技术中心     | 山形县鶴岡市                              | - 移动CMOS图像传感器                                                                            |
| 大分技术中心     | 大分县大分市                              | - 移动CMOS图像传感器                                                                            |
| 国东卫星         | 大分县国東市                              |                                                                                                 |
| 鹿儿岛技术中心   | 鹿儿岛县霧島市                            | - 模拟LSI - 物联网模块 - Crystal LED（面板工艺）                                                |
| 白石藏王技术中心 | 宮城县白石市                              | - 半导体激光器                                                                                  |
| 东浦卫星         | 愛知県知多郡東浦町 （日本显示器东浦工厂） | - 有机EL                                                                                        |

## 脚注